# جريجز
جريجز (بالإنجليزية: Greggs)‏ هي سلسلة مخابر بريطانية متخصصة في المخبوزات مثل لفائف النقانق،الشطائر والدونات.تأسست السلسلة في 1939.